# CrimeCraft
CrimeCraft (укр. Злочинне ремесло) — відеогра 2009 року в жанрі шутер від третьої особи, розроблена українською студією Vogster Entertainment і випущена компанією THQ. Дія відеогри розгортається в недалекому майбутньому, де у світі панує анархія, а банди замінюють уряди.
CrimeCraft припинила свою роботу 31 серпня 2017 року.

## Сюжет
Дія гри відбувається у вигаданому американському місті Санрайз-сіті та прилеглих до нього територіях. Місто, що є найбезпечнішим місцем, обнесене бетонною стіною, яка захищає його від занедбаних фабрик, станцій та іншої розрухи. По той бік стіни розгортаються основні бойові дії: кілька угруповань борються за владу, територію і гроші.

## Розробка
CrimeCraft була випущена в ексклюзивній угоді з Best Buy і THQ у США і Канаді, а також онлайн по всьому світу 25 серпня 2009 року. Наприкінці жовтня 2009 року CrimeCraft отримала своє перше велике оновлення, яке включало необмежену безкоштовну пробну версію. З того часу гра регулярно оновлювалася. Внесок спільноти відігравав важливу роль у прийнятті рішень щодо майбутніх оновлень.

## Доповнення
Розробники періодично оновлювали CrimeCraft, додаючи в гру нові можливості, мапи, урізноманітнення ігрового процесу, а також реагуючи на запити спільноти. Vogster Entertainment випустили два розширення, які включають оновлення та додатковий контент.

### Bleedout
Bleedout (укр. Кровотеча) — перше доповнення для CrimeCraft, яке вийшло восени 2010 року.
Кампанія Bleedout була розбита на епізоди, які виходили щотижня протягом десяти тижнів. Ці епізоди мають набір місій, а також художнє оформлення, виконане ілюстраторами з індустрії коміксів. Кожен епізод розкриває невелику частину сюжетної лінії Bleedout і буде безкоштовним для гравців з підпискою. Для тих гравців, які не мають підписки, кожен епізод буде коштувати невелику плату. Серед нових можливостей: нова кампанія, Беллі-стріт, перероблений стиль, система репутації, яка вимірюватиме активність гравця, а також нові предмети та одяг.
Vogster співпрацювала з американською компанією коміксів Archaia, щоб розширити нову сюжетну лінію Bleedout. Разом вони випустили «Bleedout: The Graphic Novel», до якого увійшли роботи ілюстраторів, які працювали над кампанією Bleedout в рамках CrimeCraft. Кожен з художників створив власну стилізовану ілюстрацію до окремої глави роману.

### GangWars
CrimeCraft GangWars (укр. Злочинне ремесло: Битви банд) — друге доповнення до CrimeCraft, яке вийшло взимку 2011 року. У ньому з'явився режим швидкої гри, нова карта La Famiglia Compound, новий ігровий режим «Знищення ядра» та «Війни за територію».

## CrimeCraft: Kingpin
CrimeCraft: Kingpin — супутній продукт до CrimeCraft для iPhone та Facebook, розроблений як соціальна масова багатоосібна онлайнова гра у стилі Mafia Wars.

## Огляди
CrimeCraft зазнала жорсткої критики за свою бізнес-модель після першого запуску. З моменту запуску розробник, компанія Vogster Entertainment, змінила бізнес-модель з купівлі коробки з передплатою та мікротранзакціями на «необмежену безкоштовну пробну версію», а зараз зупинилася на більш традиційній моделі free-to-play з оновленнями через підписку та мікротранзакції.
Класифікаційна рада Австралії 30 листопада 2009 року відмовила відеогрі CrimeCraft у класифікації через використання у грі наркотиків як заохочення або винагороди.